# Smrk černý
Smrk černý (Picea mariana) je druh smrku, původem ze Severní Ameriky.

## Popis

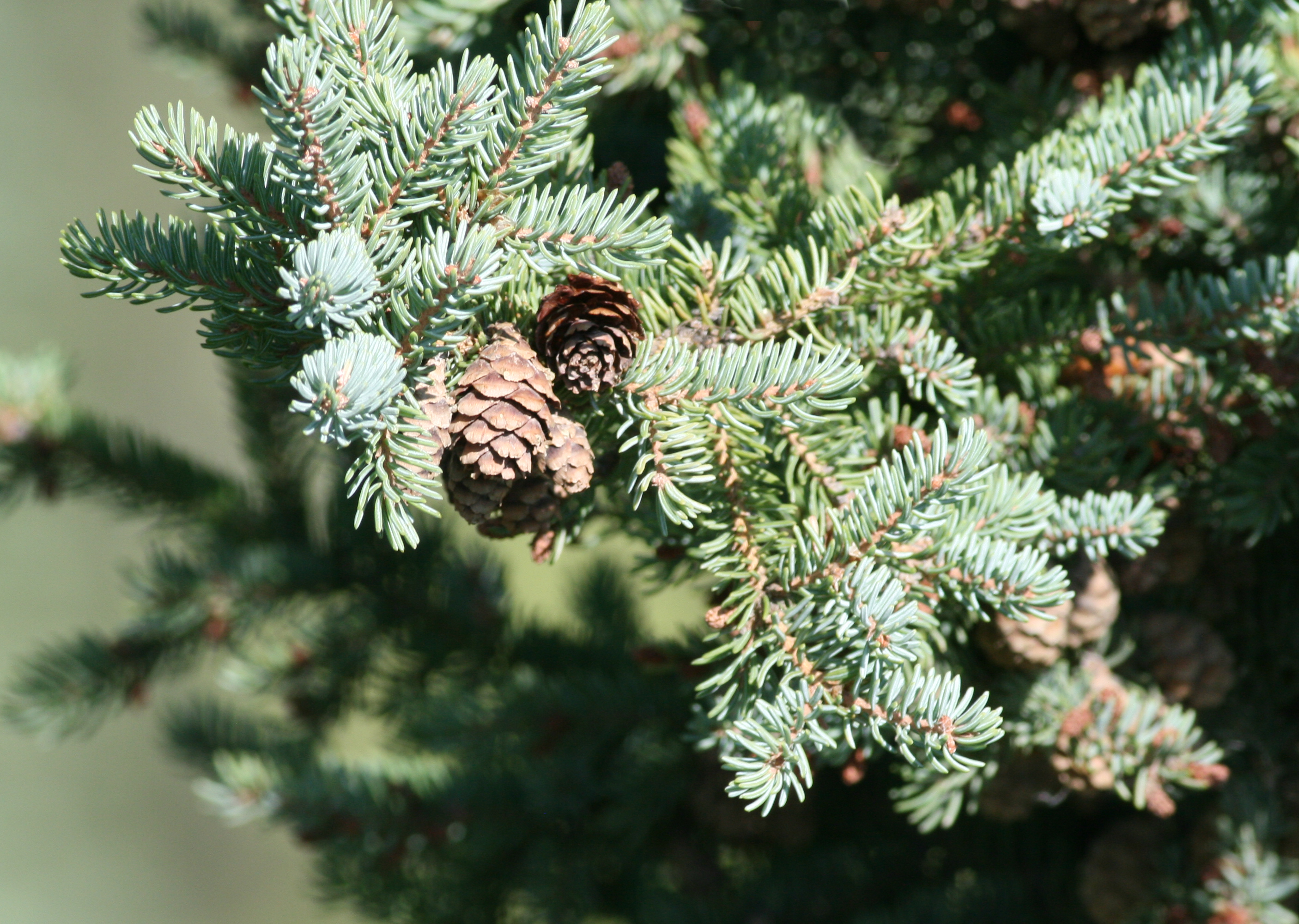
Smrk černý se samičími šiškami

Jedná se o menší strom, zpravidla do 25 m výšky a průměru kmene do 25 cm, většinou však je spíš menší. Na extrémních stanovištích vytváří i keřovité zakrslé formy. Koruna je úzce kuželovitá až jehlanovitá, tvar koruny však může být pozměněn díky stanovištním podmínkám (vítr aj.). Borka i pupeny jsou šedohnědé. Jehlice jsou na průřezu čtyřhranné, poměrně krátké, jen 0,6-1,5 cm (zřídka až 2 cm dlouhé), tuhé, světle modrozelené, nasivělé, na vrcholu tupě špičaté. Samičí šišky jsou celkem malé, 1,5-2,5 (zřídka až 3,5) cm dlouhé, vřetenovitého tvaru, matné, za zralosti nachově hnědé. Šupiny jsou vějířovitého tvaru, na vrcholu nepravidelně zubaté, cca 8-12 mm dlouhé a asi stejně široké. Počet chromozómů je 2n=24.

## Rozšíření
Původní areál druhu se rozkládá hlavně na Aljašce a v Kanadě, kde roste na většině území, chybí jen na jihozápadě a extrémním severu a severovýchodě. Přesahuje na severovýchod USA do širšího okolí Velkých jezer, do států Minnesota, Wisconsin, Michigan, Pennsylvania, New York, New Jersey, Connecticut, Rhode Island, Massachusetts, Vermont, New Hampshire a Maine.

## Ekologie
Smrk černý je významnou součástí severoamerické tajgy. Smrčiny s dominancí Picea mariana bývají nazývány "black spruce forests", vedle toho existují i "white spruce forests", tedy smrčiny s dominancí smrku sivého (Picea glauca). Lesy se smrkem černým najdeme především na vlhkých místech, často vytváří rašelinné lesy, kdy dominantou mechového patra jsou rašeliníky (Sphagnum sp.). Společenstva se smrkem černým se nachází i na jiných podmáčených místech, jako břehy potoků a okraje močálů. Vytváří lesy i mimo rašeliniště, s dobře vyvinutým mechovým patrem, častý např. Pleurozium schreberi. Tam, kde jsou rašeliníky řídké nebo chybí, je v keřovém patře častý druh rojovníku Ledum groenlandicum. Hojné jsou taky zakrslé řídkolesy na bažinách, kde v bylinném patře dominují ostřice (Carex sp.) a trávy, dobře je vyvinuto mechové patro (ovšem jen málo rašeliníky). Dále jsou známy smíšené lesy s olší šedou (Alnus incana). Dalšími dřevinami v lesích se smrkem černým jsou např. jedle balzámová (Abies balsamea), topol osikovitý (Populus tremuloides), bříza papírovitá (Betula papyrifera), smrk sivý (Picea glauca) nebo modřín americký (Larix laricina). Smrk černý snáší i velmi kyselé a živinami chudé půdy.
Je často napadán poloparazitickou rostlinou Arceuthobium pusillum, příbuznou se jmelím. Při větším napadení může docházet k oslabení stromu, deformaci až úhynu. Porosty smrku černého mohou být disturbovány větrem nebo požáry. Uschnutí porostu může způsobit i trvalejší zaplavení, např. díky bobřím hrázím. Smrk černý je také napadán kůrovcem Dendroctonus rufipennis, i když jen příležitostně. Daleko více je napadán smrk sivý, kdy jsou známy rozsáhlé kůrovcové kalamity na Aljašce a v Kanadě o rozloze v řádu tisíců km². Kromě kůrovce je smrk černý napadán i jiným hmyzem, jako housenkami můr z rodu Choristoneura, larvami brouků rodu Monochamus, larvami hmyzu z řádu blanokřídlí Pikonema alaskensis a Pikonema dimmockii a dalším hmyzem. Jsou známy i různé houbové choroby.

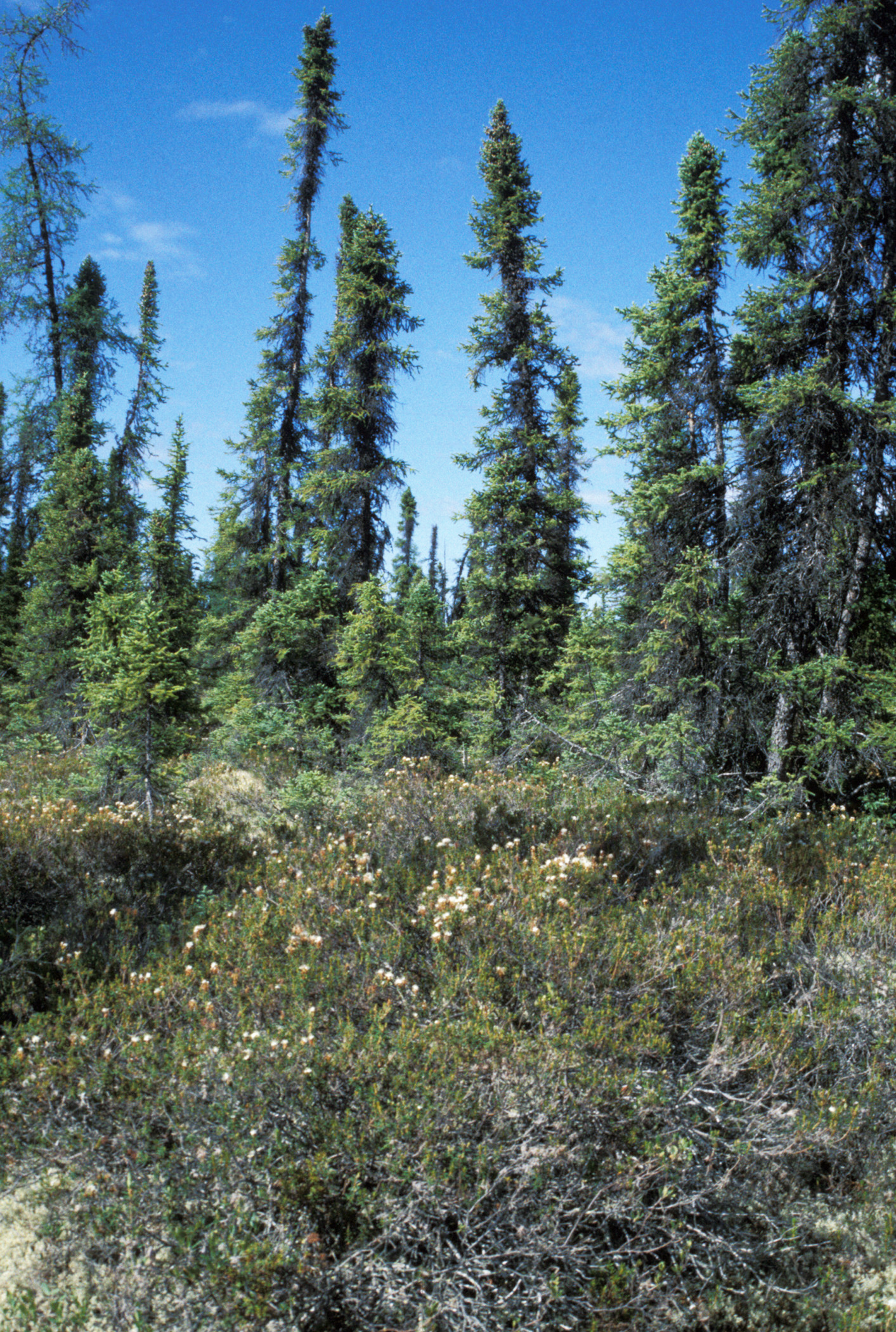
Smrčina s dominancí smrku černého
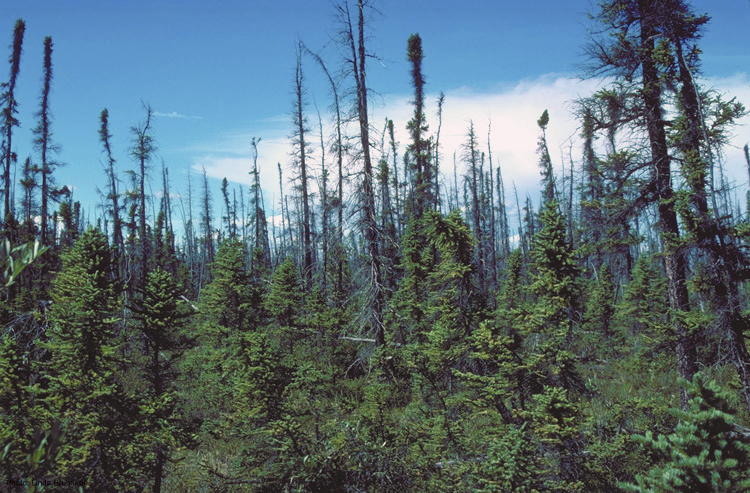
Kalamitou postižená smrčina
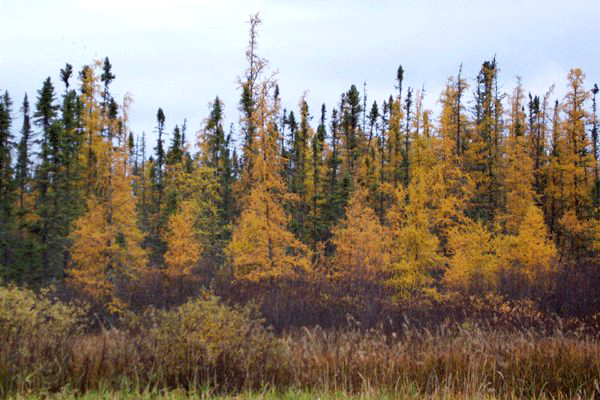
Smíšený les smrku černého a modřínu amerického
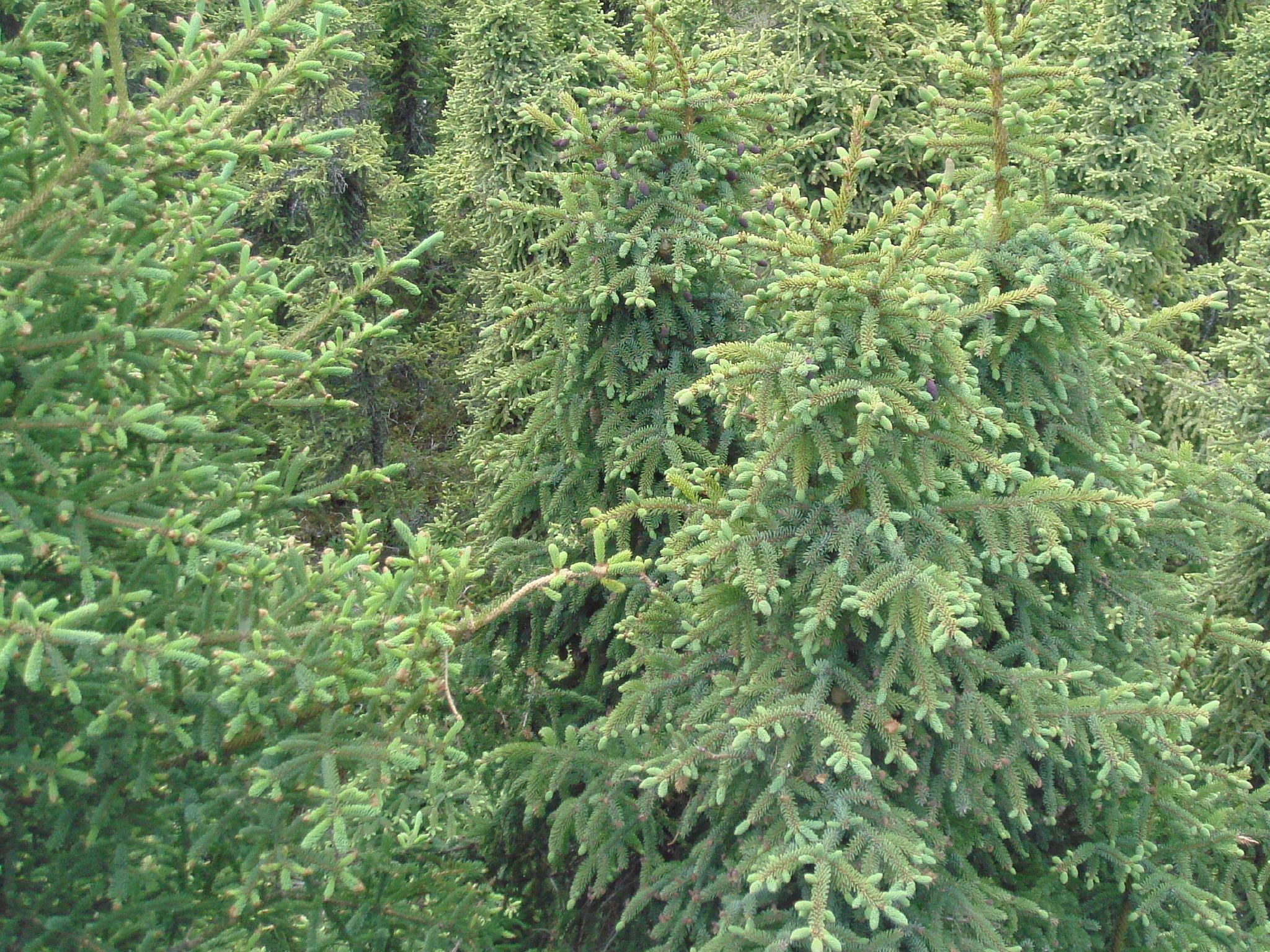
Porost smrku černého

## Kříženci
Z volné přírody, na narušovaných stanovištích východní Kanady, je znám kříženec s druhem Picea rubens.

## Využití
Využití v lesnictví je oproti jiným druhům smrků omezené díky menšímu vzrůstu. Dřevo lze využít k výrobě papíru aj. Smrk černý se pěstuje i ve střední Evropě jako okrasný strom ve více kultivarech. V Čechách byl poprvé vysazen roku 1835 v Královské oboře. Rozšířené je spíš pěstování různých zakrslých kultivarů.